# Lago di Alpnach
Il lago di Alpnach (in tedesco: Alpnachersee) è un ramo del Lago dei Quattro Cantoni, tra i cantoni Obvaldo e Nidvaldo in Svizzera.
È lungo circa 3,5 chilometri per una larghezza di 1,4. La sponda nord è delimitata dalle pendici del monte Pilatus. Sul punto di unione del lago con la massa principale del lago dei Quattro Cantoni si trova il ponte Acheregg Brücke.